# Parapercis nebulosa
Parapercis nebulosa is een straalvinnige vissensoort uit de familie van krokodilvissen (Pinguipedidae). De wetenschappelijke naam van de soort is voor het eerst geldig gepubliceerd in 1825 door Quoy & Gaimard.